# Municipio de Liberty (condado de Wabash)
El municipio de Liberty (en inglés: Liberty Township) es un municipio ubicado en el condado de Wabash en el estado estadounidense de Indiana. En el año 2010 tenía una población de 2365 habitantes y una densidad poblacional de 19,34 personas por km².

## Geografía
El municipio de Liberty se encuentra ubicado en las coordenadas 40°42′11″N 85°42′39″O / 40.70306, -85.71083. Según la Oficina del Censo de los Estados Unidos, el municipio tiene una superficie total de 122.27 km², de la cual 120,5 km² corresponden a tierra firme y (1,45 %) 1,77 km² es agua.

## Demografía
Según el censo de 2010, había 2365 personas residiendo en el municipio de Liberty. La densidad de población era de 19,34 hab./km². De los 2365 habitantes, el municipio de Liberty estaba compuesto por el 98,14 % blancos, el 0,08 % eran afroamericanos, el 0,51 % eran amerindios, el 0,21 % eran asiáticos, el 0,21 % eran de otras razas y el 0,85 % eran de una mezcla de razas. Del total de la población el 1,23 % eran hispanos o latinos de cualquier raza.